# Аделін Амес
Аделін Сара Амес (1879–1976) — американська міколог, спеціалізувалася на вивченні міцелію.

## Життєпис
Народилася 6 жовтня 1879 року в Гендерсоні, Небраска, була найстаршою з чотирьох дітей у родині. Навчалася в Університеті штату Небраска, у 1973 році здобула ступінь Ph.D. у Корнелльському університеті.
У 1913 році Амес почала працювати асистентом у Міністерстві сільського господарства США у Вашингтоні. У 1918 році вона працювала разом із Джорджем Аткінсоном у місті Такома, збирала колекцію грибів. З 1920 по 1941 рік вона була професором біології Sweet Briar College.

## Наукова робота
У лютому 1913 року, ще під час навчання в Корнелльському університеті, вона досліджувала колекцію деревних грибів Трутовикові у Нью-Йоркському ботанічному саду, особливо звертала увагу на види, що зустрічаються у Сполучених Штатах. У 1913 році Амес опублікувала статтю "A New Wood-Destroying Fungus" у часописі Botanical Gazette, де вона описала деревні гриби роду Polyporus, зібрані на дерев'яних спорудах в Обернському університеті. Гриб був ідентифікований як новий вид, Poria atrosporia.

## Окремі публікації
- The Temperature Relations of Some Fungi Causing Storage Rots (1915). Phytopathology 5:1 (11-19).
- A Consideration of Structure in Relation to Genera of Polyporaceae (1913). key and descriptions of sixteen genera.[13]
- A New Wood-Destroying Fungus (1913). Botanical Gazette, Volume 5 (397-399).
- Studies in the Polyporaceae (1913, Ph.D. dissertation, Cornell University).
- Studies on the structure and behavior of rosettes [Архівовано 7 лютого 2022 у Wayback Machine.] (1903, A.M. thesis, University of Nebraska). ETD collection for University of Nebraska - Lincoln.